# Porte de ville de Montjoie-en-Couserans
La porte de ville de Montjoie-en-Couserans est un édifice en pierre situé dans la bastide de Montjoie-en-Couserans, dans l'Ariège en France.

## Histoire
Proche de l'église Notre-Dame-de-l'Assomption également fortifiée, cette porte ogivale constituait un élément de fortification du bourg qui fut érigé en bastide royale en 1268, fondée par Alphonse de Poitiers, prince de sang royal, frère de saint Louis et grand bâtisseur, en contrat de paréage avec l'évêque de Couserans.
La porte est inscrite à l'inventaire des monuments historiques par arrêté du 27 avril 1965.

## Valorisation du patrimoine
Comme l'ensemble du patrimoine communal, cette église bénéficie de l'attention de l'association Les Amis du patrimoine religieux et communal de Montjoie-en-Couserans en action depuis 2006.